# Куруїл
Куруї́л (рос. Куруил) — село у складі Кувандицького міського округу Оренбурзької області, Росія.

## Населення
Населення — 608 осіб (2010; 668 у 2002).
Національний склад (станом на 2002 рік):
- росіяни — 52 %
- башкири — 35 %